# Matías Cahais
Matías Cahais (* 24. Dezember 1987 in Morón) ist ein argentinischer Fußballspieler, der auf der Position eines Innenverteidigers eingesetzt wird.

## Karriere

### Verein
Matías Cahais debütierte mit 17 Jahren bei den Boca Juniors in einem torlosen Unentschieden gegen Quilmes AC und gewann in seiner Zeit bei Boca drei Titel, darunter die Copa Libertadores 2007. Im Januar 2008 wurde er an den niederländischen Verein FC Groningen verliehen. Nach einer Rückkehr zu Boca Juniors wurde er erst an Gimnasia de Jujuy verliehen, dann an den Racing Club, der ihn schließlich fest verpflichtete.
Ab 2014 spielte er in weiteren Ländern Lateinamerikas: 2014 bei Universidad Católica in Chile, den er nach Unstimmigkeiten mit Trainer Marcelo Salas wieder verließ, 2015/16 bei Independiente Medellín in Kolumbien und 2016/17 bei Veracruz in Mexiko. Mitte 2017 kehrte er nach Argentinien zurück und schloss sich Olimpo de Bahía Blanca an. Nach dem Abstieg des Klubs löste er seinen Vertrag auf, um den Verein finanziell zu entlasten. Er wechselte zu San Martín de Tucumán und spielte 2019 für kurze Zeit in Europa beim schwedischen Verein Syrianska FC. Noch im selben Jahr unterschrieb Cahais in der chilenischen Primera División beim CD O’Higgins. Im Januar 2022 wechselte er zum Ligakonkurrenten Curicó Unido, für den er drei Jahre spielte und dann in sein Heimatland zurückkehrte. Dort unterschrieb er beim CA Excursionistas.

### Nationalmannschaft
Cahais nahm mit der U17-Nationalmannschaft 2003 an der Südamerikameisterschaft in Bolivien teil und gewann das Turnier. Vier Jahre später wurde er als Kapitän der U20-Auswahl seines Landes Weltmeister.

## Erfolge
Boca Juniors
- Copa Libertadores: 2007
- Recopa Sudamericana: 2006

U17 Argentinien
- U17-Südamerikameisterschaft: 2003

U20 Argentinien
- U20-Weltmeisterschaft: 2007